# Kronblatt

Schematische Darstellung einer Blüte mit oberständigem Fruchtknoten und perigyner Blütenhülle (= „mittelständiger“ Fruchtknoten):
1. Blütenboden (Receptakulum)
2. Kelchblätter (Sepalen)
3. Kronblätter (Petalen)
4. Staubblätter (Stamina)
5. Stempel (Pistill)

Ein Kronblatt oder Petalum (Mehrzahl: Petalen) ist ein Blatt der inneren Blütenhülle in der Blüte von bedecktsamigen Pflanzen. Die Gesamtheit der Kronblätter einer Blüte wird als Krone oder Corolla bezeichnet. Von Kronblättern wird nur bei ungleichförmigen Blütenhüllen gesprochen, wenn die Blütenhülle in Kelch und Krone unterschieden ist. Sind alle Blütenhüllblätter gleichartig, dann spricht man von einem Perigon (Perigonblatt, Tepalum). Gemeinsprachlich wird meist der Begriff Blütenblatt verwendet, doch kann dieser im botanischen Gebrauch eine umfassendere Bedeutung haben.

## Aufbau und Funktionen
Ein Kronblatt ist typischerweise flächig ausgebildet und größer als ein Kelchblatt der gleichen Blüte. Es ist als Blattorgan anzusprechen. Phylogenetisch sind die Kronblätter in den meisten Sippen aus Staubblättern entstanden, in manchen eher ursprünglichen Familien sind sie eher durch Differenzierung eines Perianths in Kelch und Krone hervorgegangen. Beispiele für letzteres sind die Magnoliaceae, Calycanthaceae und Himantandraceae. Aus Staubblättern hervorgegangene Kronblätter sind anatomisch an der gleichen Leitbündel-Struktur wie bei Staubblättern zu erkennen.
Die Kronblätter sind oft auffällig gefärbt oder geformt. Einige Pflanzen haben UV-reflektierende Muster auf ihren Kronblättern, die für das menschliche Auge unsichtbar sind, aber von bestimmten Bestäubern, wie z. B. Bienen, wahrgenommen werden können. Sie haben meist die Funktion, Insekten zur Bestäubung anzulocken (vgl. Entomophilie), dienen manchmal auch der Bildung oder Speicherung von Nektar. Häufig ist auch das nach unten zeigende Kronblatt vergrößert oder auffällig gefärbt und bildet als Lippe oder Unterlippe einen „Landeplatz“ für Insekten (z. B. Veilchen, Orchideen, siehe auch Labellum) oder zur sekundären Präsentation von Pollen.
Kronblätter können miteinander verwachsen oder frei-, mehrblätterig (apo-, choripetal, eleutheropetal, pohlpetal) sein. Verwachsenblättrige, einblättrige (sym-, gamopetal, monopetal) Blütenkronen finden sich insbesondere bei Asteriden. Die freien Kronblätter können in sitzende oder gestielt, genagelte (unguiculate) unterteilt werden. Die genagelten Kronblätter sind zusammengesetzt aus einem Nagel (unguis, stielartig verschmälerter unterer Abschnitt) und einer Platte (lamina, breiterer oberer Abschnitt), z. B. bei den Silenoideae der Nelkengewächse (Caryophyllaceae).
An dem Übergang von Nagel und Platte können auch zungenförmige, gelappte Auswüchse, sogenannte „Ligulae“, entstehen und zusammen eine Nebenkrone (Paracorolla) bilden. Auch bei verwachsenblättrigen Kronen kann eine solche Nebenkrone entstehen, z. B. bei der Gelben Narzisse (Narcissus pseudonarcissus). Die „Kronröhre“ ist ein röhriger, unterer Abschnitt, und der „Saum“ ist ein erweiterter oder ausgebreiteter, oberer Abschnitt von Kelch, Krone oder Perigon bei Pflanzen mit verwachsener Blütenhülle. Die Übergangsstelle vom Saum in die Röhre ist der „Schlund“ (Faux). Die freien Nebenkronblätter von verwachsenblättrigen Kronen nennt man daher auch „Schlundschuppen“, so z. B. bei den Raublattgewächsen (Boraginaceae).
Der obere, mehr oder weniger ausgebreitete Saum (Gebräme) einer verwachsenen Krone wird auch als Limbus bezeichnet. Ist der obere Saum geteilt, dann sind die einzelnen Teile die Lappen (Lobus, Laciniae). Sind die verwachsenen Kronblätter ein- oder aufgefaltet (quetschfaltig), nennt man die auf dem Limbus breiteren, dünneren Auf(faltungen), Wölbungen oder Buckel plica(e), den schmäleren, dickeren Bereich, die Zone (Zwischenfaltung) dazwischen nennt man interplica(e). Eine Nektarrinne (Honigfalte oder -furche) (Plica nectarifera) ist eine Honig absondernde Furche an den Kronenblättern → Nektarium.
Wie alle Blütenorgane können die Kronblätter schraubig angeordnet sein oder wirtelig, wobei ersteres als ursprüngliches Merkmal angesehen wird. Aufgrund der starken Stauchung der Blütenachse ist die schraubige Anordnung häufig nur schwer zu erkennen.
Die Kronblätter befinden sich in der Blüte zwischen den außen gelegenen Kelchblättern und den innen folgenden Staubblättern. Bei verschiedenen Verwandtschaftsgruppen sind die Kronblätter durch allmähliche Übergänge mit den Kelchblättern verbunden, so bei den Kakteengewächsen (Cactaceae) oder bei den Pfingstrosen (Paeoniaceae). Bei anderen Sippen gibt es wieder Übergänge von Kronblättern zu Staubblättern, so beispielsweise bei Nymphaea alba. Die bei vielen Zuchtformen vorkommende gefüllte Blüte beruht auf einer Umwandlung von Staubblättern zu Kronblättern. Für die genetische Ausbildung der Blütenorgane während der Blütenentstehung siehe Blütenbildung.
Kronblattlose, sogenannte apetaloide Blüten (Perigon) sind bei den Blütenpflanzen ein abgeleitetes Merkmal und kommen häufig bei windblütigen (anemophilen) Sippen vor, etwa bei den Salicaceae, Betulaceae, Juglandaceae, Urticaceae und bei Fraxinus.
Die Kronblätter können auch Sporne ausbilden.

## Historisches
Der lateinische Begriff für die Gesamtheit der Kronblätter corolla geht auf Carl von Linné zurück, der ihn 1735 erstmals gebrauchte; zuvor war lateinisch flos („Blüte“) üblich gewesen. Der deutsche Begriff Krone ist alteingeführt, bereits 1781 findet er sich so in Gisekes Caroli a Linné Termini botanici. Das lateinische Gegenstück zu Krone wäre eigentlich corona. Die verkleinernde Form corolla bedeutet wörtlich „Krönchen“ oder „Kränzchen“.